# Stegnogramma gymnocarpa
Stegnogramma gymnocarpa är en kärrbräkenväxtart som först beskrevs av Edwin Bingham Copeland, och fick sitt nu gällande namn av Iwatsuki. Stegnogramma gymnocarpa ingår i släktet Stegnogramma och familjen Thelypteridaceae. Inga underarter finns listade.